# Johann Abraham Peter Schulz
Johann Abraham Peter Schulz, född den 31 mars 1747 i Lüneburg, död den 10 juni 1800 i Schwedt, var en tysk tonsättare och musikskriftställare.
Schulz studerade musik för Johann Philipp Kirnberger, tjänstgjorde 1768–1773 som musiklärare hos en polsk furstesläkt och lärde då på resor känna Joseph Haydn och dennes musik. Schulz var 1776–1778 musikdirektör vid franska teatern i Berlin, 1780–1787 kapellmästare vid franska teatern i Rheinsberg och 1787–1795 hovkapellmästare i Köpenhamn. 
Bland hans tonverk äger hans vokalkompositioner största betydelsen, synnerligen hans visor i folkton, som för sin tid gjorde epok. Utom Gesänge am Clavier (1779) och Lieder im Volkston (1781–1790; till Göttinger Dichterbunds och Johann Gottfried Herders dikter; ett urval med dansk text utgivet 1792) samt åtskilliga pianostycken skrev han för scenen på sin tid högt skattade verk: körer och sånger till Jean Racines Athalie, Minona, tragisk melodram, operorna Aline, reine de Golconde, La fée Urgèle med flera samt de danska Høstgildet (1790), Indtoget och Peders Bryllup (1793). 
Genom melodierna där i och som Christoph Ernst Friedrich Weyses lärare är Schulz att vid sidan av Friedrich Ludwig Æmilius Kunzen betrakta som förste utbildare av den danska visan. Vidare kan nämnas oratorierna Maria og Johannes (till text av Johannes Ewald) och Christi død (till text av Jens Baggesen; utgiven i klaverutdrag 1879), en passionskantat, ett Te deum, flera hymner och fastlagssånger med mera. 
Som skriftställare var Schulz verksam genom artiklar för Johann Georg Sulzers lexikografiska verk "Allgemeine Theorie der schönen Künste" och Gedanken über den Einfluss der Musik auf die Bildung des Volkes (1790) med mera. Enligt Schulz egen utsago är även Kirnbergers "Wahre Grundsätze zum Gebrauch der Harmonie" hans verk.
Schulz invaldes 1799 som ledamot av Kungliga Musikaliska Akademien i Stockholm.